# 丹所健
丹所 健（たんしょ けん、2001年2月7日 - ）は、日本の陸上競技選手。神奈川県横浜市出身。東京国際大学人間社会学部卒業。現在はHonda陸上競技部に所属。

## 経歴
中学校は平戸中学校、高校は湘南工科大学附属高等学校出身。

### 大学時代

#### 大学1年次
第96回箱根駅伝予選会では、1時間05分00秒で個人50位でチーム5位。第96回箱根駅伝では1区を走り、区間13位だった。

#### 大学2年次
出雲駅伝の中止により、三大駅伝初戦となった全日本大学駅伝では2区を走り、区間8位。第97回箱根駅伝では2年連続1区を走ったが、区間14位にとどまった。尚、チームは10位に入り、2年連続でシード権を獲得した。

#### 大学3年次
初出場の出雲駅伝では3区を走り、日本人トップとなる区間2位の走りで1位に押し上げ、東国大の初出場初優勝に大きく貢献した。全日本大学駅伝では6区に出走し区間賞を獲得（区間新記録)。東国大を再びトップに押し上げる快走を見せた。
第98回箱根駅伝では3区に出走した。大エースの2区・イェゴン・ヴィンセントが振るわず4位で襷を受けると、前を走る青山学院・太田蒼生に追いつく。追いついて以降は2人で1位の駒澤大・安原太陽を13km付近でかわしてトップへ浮上。だが終盤太田のスパートに反応できず2位に後退し平塚中継所では12秒差をつけられたが、3区日本人歴代最速となる1時間00分55秒の快走で全日本大学駅伝に続き区間賞を獲得した。最終的に東国大は総合5位で3年連続となるシード権を獲得。

#### 大学4年次
2022年10月10日の第34回出雲駅伝では前年同様3区を走り、9位で襷を受けると区間5位の好走で8位に浮上させる。だが東国大は4区以降順位を上げられず、連覇には届かなかった。
同年11月6日の第54回全日本大学駅伝では2区に出走。区間8位にとどまったものの、15位から8位に押し上げた。ただその後は8区を除き区間2桁と振るわず、11位に終わりシード権を逃す。
第99回箱根駅伝では2区に出走。1区・山谷昌也から10位で襷を受けるも区間11位にとどまり、順位を上げることはできなかった。その後往路を7位で終えた東国大だったが、復路・7区でシード圏外に転落。最終的に総合10位・東洋大と1分32秒差の総合11位で惜しくもシード権獲得とはならず。

## 戦績・記録

### 大学三大駅伝戦績
| 学年               | 出雲駅伝                    | 全日本大学駅伝                        | 箱根駅伝                          |
| ------------------ | --------------------------- | ------------------------------------- | --------------------------------- |
| 1年生 （2019年度） | 第31回 不出場               | 第51回 ー － ー 出走なし              | 第96回 1区-区間13位 1時間03分02秒 |
| 2年生 （2020年度） | 第32回 （開催中止）         | 第52回 2区-区間8位 32分00秒           | 第97回 1区-区間14位 1時間03分45秒 |
| 3年生 （2021年度） | 第33回 3区-区間2位 24分12秒 | 第53回 6区-区間賞 37分12秒 区間新記録 | 第98回 3区-区間賞 1時間00分55秒   |
| 4年生 （2022年度） | 第34回 3区-区間5位 24分01秒 | 第54回 2区-区間8位 32分08秒           | 第99回 2区-区間11位 1時間08分06秒 |

## 自己ベスト
- 5000m - 13分46秒17
- 10000m - 28分01秒24（2022年7月13日：ホクレンディスタンスチャレンジ2022網走大会）
- ハーフマラソン - 1時間04分37秒